# 푸순시
푸순 (무순, 만주어: ᡶᡠᠰᡳ Fusi, 중국어 간체자: 抚顺, 정체자: 撫順, 병음: Fǔshùn)은 랴오닝성에 위치한 도시이고 선양에서 45km 떨어져 있다. 인구는 225만 명, 면적은 1만 1271 km2이다. 프랑스어에서 예전에는 "Fouchouen"이라고 불렀다.
푸순은 고도로 산업화된 도시이다. 연료, 전력, 원재료 산업의 중심으로 번영하고 있고 방직과 전자 산업 또한 발전 가능성이 있다. 푸순은 철도를 통해 선양, 다롄과 연결되어있다. 세계에서 가장 큰 채석장이 도심에서 얼마 떨어지지 않은 곳에 있다. 이 광산은 노천 광산으로 12세기부터 개발되었다. 푸순에는 알루미늄 환원 공장과 자동차, 기계, 화학, 시멘트, 고무 공장들이 있다.

## 연혁
본래 고조선의 땅이었다. 진개가 고조선에게서 요동을 빼앗은 이후 푸순 현과 신빈 만족 자치현동부지역은 요동군 후성현(候城縣)에 소속되었다. 신빈의 외곽지역은 고조선, 칭위안 만족 자치현은 부여가 통치하고 있었던 것으로 보인다.
고조선이 멸망한 이후 한나라는 압록강일대에 현도군 고구려현(高句麗縣)을 두었지만 기원전 75년 원주민의 반발로 인해 고구려현이 신빈 현으로 이관되었다.
후한시기 고구려의 지속적인 외연확장으로 인해 고구려현은 푸순 시가지 일대로 옮겨졌고 치소를 지금의 노동공원에 두었다. 그리고 버려진 신빈 현과 칭위안 현지역은 고구려에 귀속되었다. 고구려는 이당시 차지한 신빈 현지역에 목저성(木底城)과 창암성(倉巖城)을 쌓았다. 하지만 고구려가 멸망하고 두 성이 폐허가 되면서 푸순의 동부지역은 수백년간 버려지게 되었다.
거란이 발해 멸망이후 찰할이 포로로 삼아서 데려온 중국인들을 이곳에 정착시켜 푸순지역에 귀덕주(貴德州)를 설치했다.
명나라때에 지금의 이름인 무순(撫順)이 관문의 이름인 무순천호소(撫順千戶所)란 이름으로 등장했다. 이는 이(夷)인 만주족을 어루만지고 유순하게 만들기 위해 연 도시라는 뜻이다. 명은 무순을 여진과 명 사이의 교역 장소로 선정했는데, 이 교역 과정에서 얻은 이익을 누르하치때 명을 공격하는데 사용했다. 청나라의 전신인 후금은 신빈 현지역에 허투알라를 쌓아 이를 수도로 삼았고 푸순 현 지역에 있던 사르후에서 사르후 전투를 벌여 명 - 조선연합군을 격퇴했다. 이후 1618년(천명 4년) 후금이 무순을 점령했다.
후금이 요동을 병탄한 이해 청나라에 소속되어있었다가 러시아 제국이 만주를 침공한 후 1905년 러일전쟁 참패이전까지 러시아 제국군에 의해 점령되었다. 러시아가 패퇴한 뒤 1945년 무조건 항복이전까지 일본제국이 점령하고 있었다. 일본은 무순 탄광에서 채굴한 석탄과 석유를 남만주철도주식회사의 재원으로 사용하였다.
일본의 무조건 항복 이후에 푸순시는 중국의 관할으로 넘어갔다. 태평양전쟁 전범을 수감한 푸순전범관리소에 아이신기오로 푸이가 수감되기도 했다. 푸순전범관리소는 1987년 대중에 공개되어 기념관으로 사용되고 있다.

## 지리

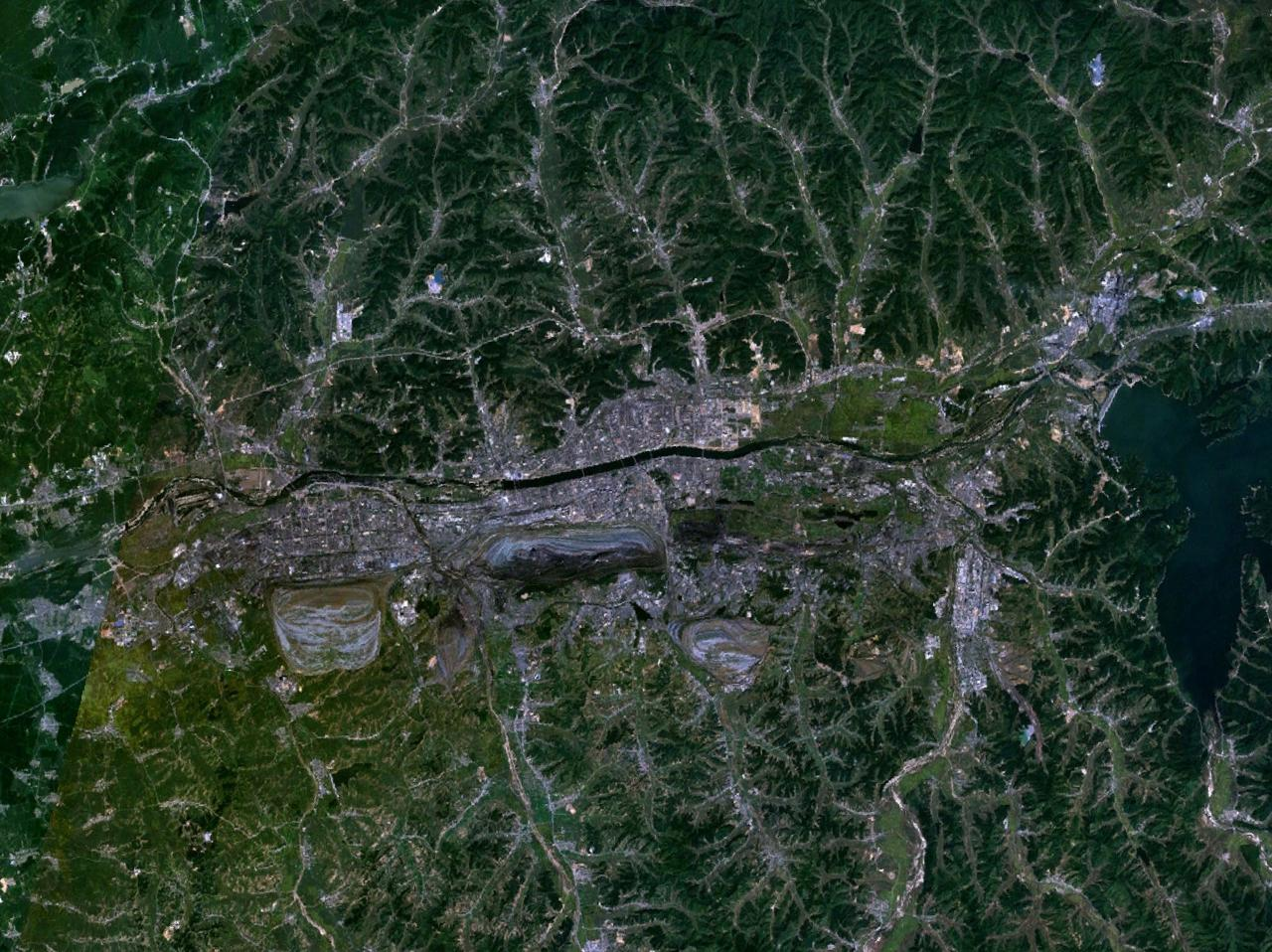
푸순의 위성사진. 좌우(동서)로 흐르는 훈허의 양안에 시가지가 있고 그 남쪽에 2개의 타원형의 큰 노천 광산이 펼쳐져 있다.

푸순 시는 랴오닝성 북부에 위치한 선양에서 약 45km 떨어져 있어 성도의 위성도시 역할을 하고 있다. 오래된 탄광도시로 시내에는 계곡처럼 거대한 노천 탄광 흔적이 지금도 남아있다.
훈허 기슭에 펼쳐진 시가지는 남북과 동쪽이 산으로 둘러싸인 평지에 있고 시가지는 서쪽에 치우쳐있다. 시 동쪽은 지린 성에서 이어지는 산지로 숲이 많다. 대륙성 기후이며 연평균 기온은 6.6도이다.
인구의 4분의 3이 한족이고 그밖에 만주족을 중심으로 조선족, 후이족 등 소수 민족이 거주한다.

### 기후
| 푸순시의 기후                                                 | 푸순시의 기후 | 푸순시의 기후 | 푸순시의 기후 | 푸순시의 기후 | 푸순시의 기후 | 푸순시의 기후 | 푸순시의 기후 | 푸순시의 기후 | 푸순시의 기후 | 푸순시의 기후 | 푸순시의 기후 | 푸순시의 기후 | 푸순시의 기후 |
| 월                                                            | 1월           | 2월           | 3월           | 4월           | 5월           | 6월           | 7월           | 8월           | 9월           | 10월          | 11월          | 12월          | 연간          |
| ------------------------------------------------------------- | ------------- | ------------- | ------------- | ------------- | ------------- | ------------- | ------------- | ------------- | ------------- | ------------- | ------------- | ------------- | ------------- |
| 역대 최고 기온 °C (°F)                                        | 7.6 (45.7)    | 17.0 (62.6)   | 20.5 (68.9)   | 29.8 (85.6)   | 34.0 (93.2)   | 37.5 (99.5)   | 37.7 (99.9)   | 35.7 (96.3)   | 33.3 (91.9)   | 28.5 (83.3)   | 22.1 (71.8)   | 12.6 (54.7)   | 37.7 (99.9)   |
| 일평균 최고 기온 °C (°F)                                      | −5.1 (22.8)   | −0.2 (31.6)   | 7.2 (45.0)    | 16.9 (62.4)   | 23.6 (74.5)   | 27.4 (81.3)   | 29.3 (84.7)   | 28.4 (83.1)   | 24.2 (75.6)   | 16.3 (61.3)   | 5.6 (42.1)    | −3.0 (26.6)   | 14.2 (57.6)   |
| 일일 평균 기온 °C (°F)                                        | −13.4 (7.9)   | −8.1 (17.4)   | 0.4 (32.7)    | 9.6 (49.3)    | 16.5 (61.7)   | 21.2 (70.2)   | 24.0 (75.2)   | 22.6 (72.7)   | 16.5 (61.7)   | 8.4 (47.1)    | −1.1 (30.0)   | −10.3 (13.5)  | 7.2 (44.9)    |
| 일평균 최저 기온 °C (°F)                                      | −19.8 (−3.6)  | −14.6 (5.7)   | −5.7 (21.7)   | 2.3 (36.1)    | 9.3 (48.7)    | 15.3 (59.5)   | 19.5 (67.1)   | 18.1 (64.6)   | 10.4 (50.7)   | 2.1 (35.8)    | −6.6 (20.1)   | −16.1 (3.0)   | 1.2 (34.1)    |
| 역대 최저 기온 °C (°F)                                        | −37.3 (−35.1) | −31.4 (−24.5) | −23.1 (−9.6)  | −9.4 (15.1)   | −2.6 (27.3)   | 4.5 (40.1)    | 11.3 (52.3)   | 5.0 (41.0)    | −2.3 (27.9)   | −10.5 (13.1)  | −23.9 (−11.0) | −31.6 (−24.9) | −37.3 (−35.1) |
| 평균 강수량 mm (인치)                                         | 6.7 (0.26)    | 11.1 (0.44)   | 18.2 (0.72)   | 38.8 (1.53)   | 65.2 (2.57)   | 107.6 (4.24)  | 201.3 (7.93)  | 187.5 (7.38)  | 52.5 (2.07)   | 49.1 (1.93)   | 26.4 (1.04)   | 13.5 (0.53)   | 777.9 (30.64) |
| 평균 강수일수 (≥ 0.1 mm)                                      | 4.4           | 4.4           | 5.6           | 7.4           | 9.5           | 12.8          | 13.7          | 12.5          | 7.7           | 7.5           | 6.2           | 5.7           | 97.4          |
| 평균 강설일수                                                 | 6.2           | 5.8           | 5.5           | 1.7           | 0             | 0             | 0             | 0             | 0             | 0.9           | 5.1           | 7.7           | 32.9          |
| 평균 상대 습도 (%)                                            | 68            | 63            | 57            | 52            | 59            | 70            | 80            | 83            | 77            | 70            | 68            | 70            | 68            |
| 평균 월간 일조시간                                            | 187.9         | 199.5         | 235.8         | 237.9         | 258.8         | 230.5         | 200.2         | 212.4         | 232.0         | 208.6         | 169.6         | 164.1         | 2,537.3       |
| 가능 일조율                                                   | 64            | 66            | 63            | 59            | 57            | 51            | 44            | 50            | 63            | 62            | 58            | 58            | 58            |
| 출처: 중국기상국 (평년값: 1991년~2020년, 극값: 1981년~2010년) |               |               |               |               |               |               |               |               |               |               |               |               |               |

## 경제
푸순은 국가의 중요 기반 산업인 석유, 화학, 야금 기계, 건설 재료 산업이 이 지역의 풍부한 자원 활용을 통해 발전하였다. 전자 산업, 조명 산업, 방직업 같은 새로운 분야도 발전하고 있다.
푸순은 목재, 석탄, 함유 셰일, 철, 구리, 마그네슘, 금, 대리석, 티타늄, 이회토 등 많은 자원이 풍부하게 매장되어있다. 푸순은 "석탄 수도"로 알려져있다. 주요 석탄과 함유 셰일 회사인 푸순광산회사는 매년 600만톤의 석탄을 생산한다. 게다가 지질학적으로 높은 등급의 함유 셰일이 다량 매장되어있다.

## 교육
중국에서 높은 순위를 차지하고 있는 랴오닝 석유화공대학을 비롯해, 랴오닝 성 최고의 고등학교인 푸순 제2고등학교 등이 있다.

## 교통
푸순은 선양 타오셴 공항과 40km밖에 안 떨어져있다. 철도와 고속도로를 통해 선양과 지린성과 연결된다. 다롄 항과 400km, 잉커우와 200km 떨어져있으며 고속도로로 연결되어있다.

## 주민
| 민족이름              | 한족    | 만주족 | 조선족 | 후이족 | 몽골족 | 시버족 | 좡족 | 위구르족 | 먀오족 | 투자족 | 기타민족 |
| --------------------- | ------- | ------ | ------ | ------ | ------ | ------ | ---- | -------- | ------ | ------ | -------- |
| 인구 수               | 1559382 | 518388 | 38688  | 12716  | 4729   | 3129   | 193  | 149      | 125    | 115    | 476      |
| 인구비율(%)           | 72.93   | 24.25  | 1.81   | 0.59   | 0.22   | 0.15   | 0.01 | 0.01     | 0.01   | 0.01   | 0.02     |
| 소수민족인구중비율(%) | ---     | 89.58  | 6.69   | 2.20   | 0.82   | 0.54   | 0.03 | 0.03     | 0.02   | 0.02   | 0.08     |

## 행정 구역
- 시할구
  - 순청구 (顺城区)
  - 신푸구 (新抚区)
  - 둥저우구 (东洲区)
  - 왕화구 (望花区)
- 현
  - 푸순현 (抚顺县)
- 자치현
  - 신빈 만족 자치현 (新宾满族自治县)

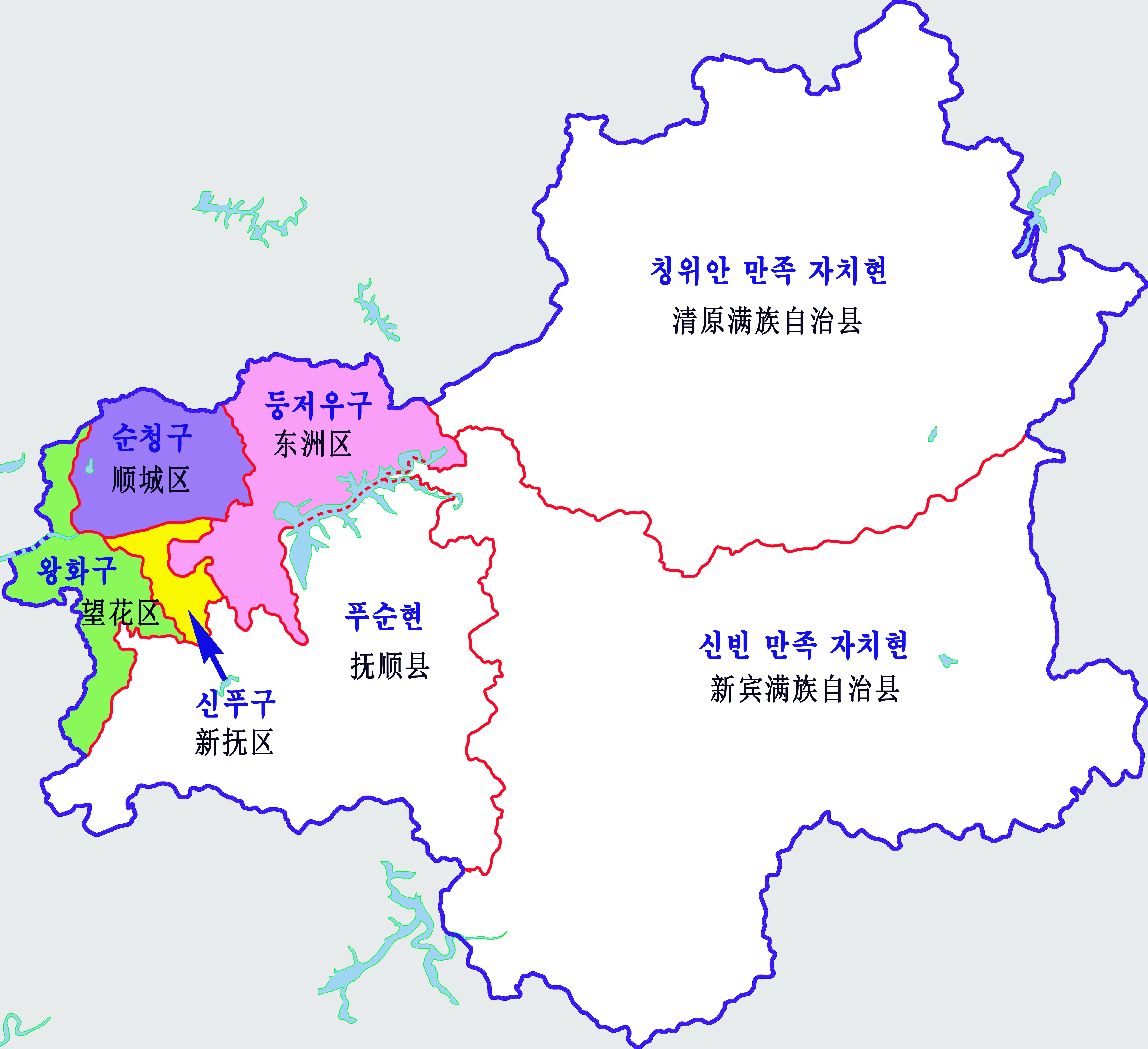
푸순시 현급구역

  - 칭위안 만족 자치현 (清原满族自治县)